# Montello e Colli Asolani chardonnay
Il Montello e Colli Asolani Chardonnay è un vino DOC la cui produzione è consentita nella provincia di Treviso.

## Caratteristiche organolettiche
- colore: giallo paglierino con riflessi verdognoli.
- odore: fruttato, fine e delicato.
- sapore: armonico, sapido, vinace.

## Produzione
Provincia, stagione, volume in ettolitri
- Treviso  (1993/94)  290,96
- Treviso  (1994/95)  309,39
- Treviso  (1995/96)  196,27
- Treviso  (1996/97)  393,75